# الخسران المبين
الخسران المبين هو جزء من كتاب البخلاء للجاحظ،.. اشتهر هذا النص لجماله، والعبرة التي فيه، وطريقة صياغته.

## النص
فلما فرغ، قال: قد أحسنت. ثم أقبل على كاتبه، فقال: أعطه عشرة آلاف درهم. ففرح الشاعر فرحاً عظيماً؛ فلما رأى حاله قال: اجعلها عشرين ألفاً. فكاد الشاعر يخرج من جلده؛ فلما رأى فرحه يتضاعف قال: وإن فرحك ليزداد على قدر تضاعف القول! اجعلها أيها الكاتب أربعين ألفاً. فكاد الفرح يقتله! فلما رجعت إلى الشاعر نفسه، قال: أنت -جعلت فداك- رجل كريم، وأنا أعلم أنك كلما رأيتني أزداد فرحاً زدتني في الجائزة، وقبول هذا منك لا يكون إلا من قلة الشكر. ثم دعا له وخرج.
فأقبل عليه كاتبه فقال: سبحان الله! هذا كان يرضى منك بأربعين درهماً، تأمر له بأربعين ألف درهم؟!.
- ويلك، وتريد أن تعطيه شيئاً؟!
- ومن إنفاذ أمرك بد؟

## وصلات خارجية
الخسران المبين (الأرشيف)